# Carillon d'anges

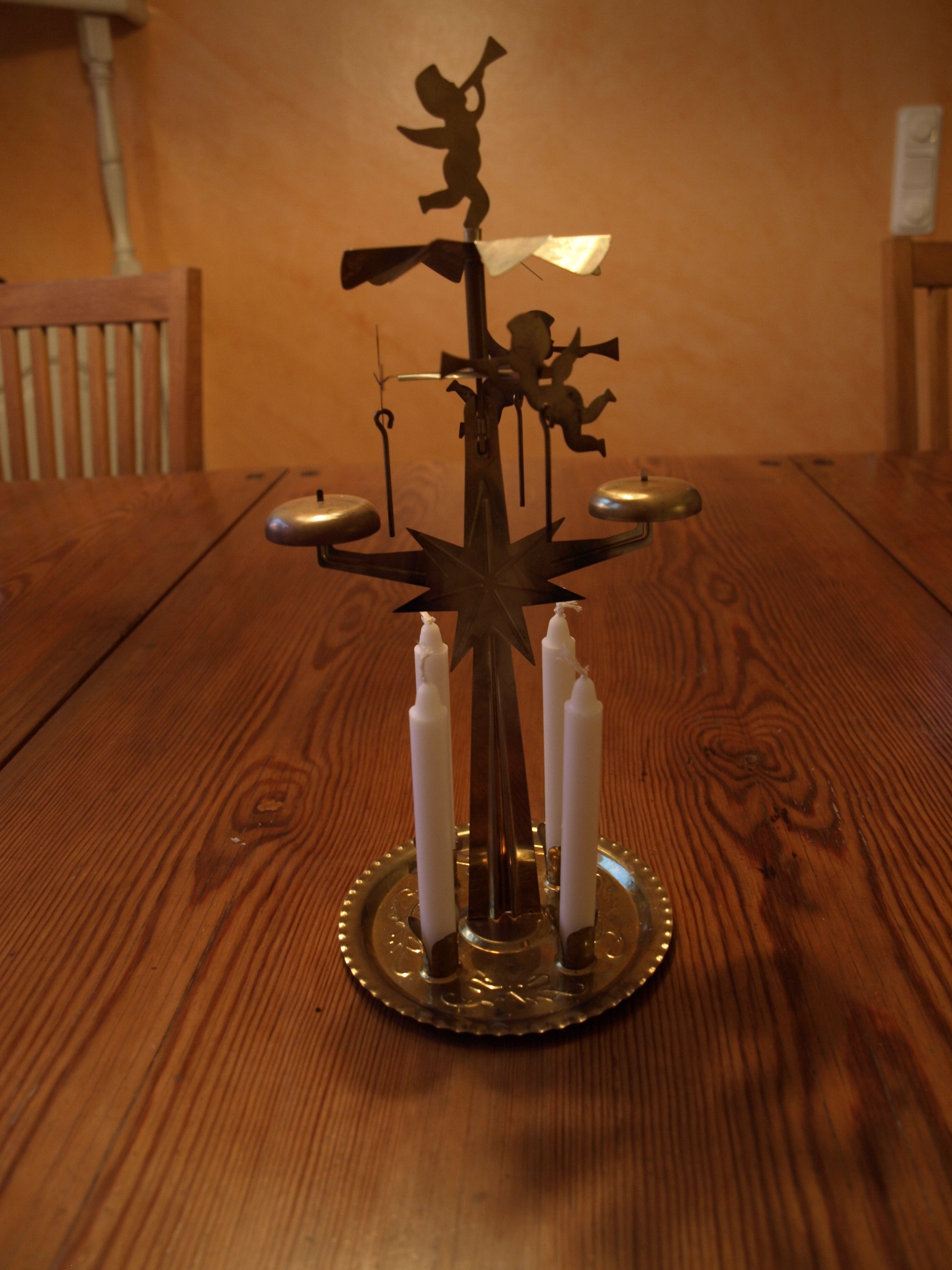
Carillon d'anges.

Le carillon d'anges est une forme de décoration de Noël très populaire en Europe et en Amérique du Nord. Il a les mêmes origines que la pyramide de Noël, qui fonctionne sur le même principe. Il diffère de cette dernière en étant produit en masse, en métal et avec des clochettes, tandis que la pyramide de Noël est généralement fabriquée à partir de bois et n'a pas forcément de cloches.
En 2007, un rare carillon d'anges des années 1920 a été vendu aux enchères sur eBay. Sa boîte indiquait « carillon électrique ».

## Fonction
Un carillon d'anges a une ou plusieurs bougies placées à sa base qui fournissent de la chaleur et font tourner une hélice fixée en haut du mat. Cette hélice entraîne une série d'angelots trompettistes qui « volent » en cercle, frappant les clochettes sous eux avec des tiges. En plus de cela, on retrouve généralement d'autres motifs décoratifs, tels que l'étoile de Bethléem ou une crèche.

## Histoire

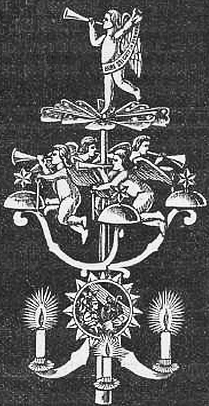
Le modèle breveté en 1905.

La tradition du carillon d'anges commence aux États-Unis au XXe siècle lorsque des familles de migrants allemands l'apportent avec eux. Le premier brevet pour un carillon d'anges est déposé par Walter Stock de la société de jouets allemande Adrian & Stock. L'inventeur s'appelait Walter Reichmann. Il était de Mortcerf (77). Il fabriquait ces petits manèges qu'il vendait au magasin du village. Les carillons allemands datant d'avant la seconde guerre mondiale sont généralement faits d'étain et décorés de lithographie.

## Dans la culture populaire
Il y a des chansons évoquant les carillons d'anges. La partition de Angel's song est conservée par la bibliothèque du Congrès.